# Tacparia fernaldi
Tacparia fernaldi är en fjärilsart som beskrevs av Augustus Radcliffe Grote 1878. Tacparia fernaldi ingår i släktet Tacparia och familjen mätare. Inga underarter finns listade i Catalogue of Life.